# Zaječar
Zaječar  (tiếng Serbia: Зајечар, phát âm [zâjɛtʃar], tiếng Bulgaria: Зайчар, Zaychar, tiếng Romania: Zăiceari) là một thành phố Serbia. Thành phố Zaječar có diện tích km2, dân số là 40.700 người  (theo điều tra dân số Serbia năm 2002) còn dân số cả khu tự quản là người.  Đây là thủ phủ hành chính của quận Zaječar